# Нка, Валере
Валере Нка (фр. Valere Nka) — камерунский военачальник, генерал армии. Участвовал в боевых действиях, связанных с англоязычным кризисом в Камеруне.

## Военная карьера
В середине 2010-х годов являлся военным атташе Камеруна в Нигерии. В августе 2015 года президент Камеруна Поль Бийя произвёл его в бригадные генералы. До 2017 года некоторое время был заместителем командующего камерунской группы войск, сражавшейся в составе международных сил возле озера Чад против восставших.

### Восстание Боко харам
В феврале 2017 года был назначен командующим четвёртого военного округа Камеруна, находящегося на крайнем севере страны, после гибели прежнего командующего округом генерала Джейкоба Коджи в крушении вертолёта. Основной задачей в данной должности являлась борьба с Боко харам.

### Англоязычный кризис
После замены был отправлен в Северо-западный регион Камеруна для борьбы с амбазонскими сепаратистами. В январе 2020 года выдвинул ультиматумы некоторым амбазонским генералам с требованием сдаться. Вскоре после этого появились новости об убийстве сепаратистского генерала Чачи, состоявшего в группировке сил восстановления Южного Камеруна, отряды которого действовали в департаменте Бойо. Считается ответственным за ряд инцидентов, приведших к жертвам среди гражданских, таким как Операция «Очистка Баменды» и Нгарбухинская резня.
В июле 2022 года был назначен командиром Международного военного колледжа в Яунде и произведён в генералы армии.